# Gaston Tschirren
Gaston Camille Tschirren (ur. 3 lutego 1906 w Lozannie, zm. 26 lutego 1983 w Genewie) – szwajcarski piłkarz występujący na pozycji napastnika oraz trener.

## Kariera klubowa
Tschirren rozpoczął karierę w Lausanne Sports, a następnie przeszedł do Grasshopper Club Zürich, z którym zdobył dwa mistrzostwa Szwajcarii (1927, 1928) oraz dwa Puchary Szwajcarii (1926, 1927). Potem grał w Servette FC, a w 1931 wrócił do Lausanne Sports, z którym wywalczył mistrzostwo Szwajcarii w 1932.
W kolejnych latach grał w FC La Chaux-de-Fonds, a także we francuskim FC Scionzier, z którym w 1937 awansował z czwartej ligi do trzeciej. W 1938 roku zakończył karierę.

## Kariera reprezentacyjna
W reprezentacji Szwajcarii zadebiutował 28 marca 1926 w przegranym 0:5 towarzyskim meczu z Holandią, a 6 maja 1928 w wygranym 2:1 towarzyskim spotkaniu z tym samym rywalem strzelił swojego jedynego gola w kadrze.
W 1928 roku został powołany do drużyny na letnie igrzyska olimpijskie, podczas których wystąpił w jedynym meczu Szwajcarii na tym turnieju, w pierwszej rundzie z Niemcami (0:4).
W latach 1926–1932 w drużynie narodowej rozegrał 15 spotkań.

## Kariera trenerska
W latach 1949–1953 wchodził w skład komitetu trenerskiego, prowadzącego reprezentację Szwajcarii. Pod jego wodzą rozegrała ona 25 spotkań, z których pięć wygrała, cztery zremisowała, a szesnaście przegrała.